# 追風者 〜金融界の夜明けへ〜
『追風者 〜金融界の夜明けへ〜』（簡体字中国語: 追风者）は2024年3月21日からCCTV-8で放送、iQIYIで配信された中国のドラマ。日本では2024年8月5日からみるアジアで配信。

## あらすじ
国民党中央銀行の下級職員である金融の天才ウェイ・ルオライは上級顧問のシェン・トゥーナンに師事する。乱世の中で、ルオライは将来の道を選択することに迷うが、トゥーナンの妹である共産党員のシェン・ジンジェンの影響を受け、徐々に共産主義の情念を確立し、共産党の金融戦線で目覚しい活躍を見せ、赤い金融家として成長してきた。

## キャスト

### 主要人物
- ウェイ・ルオライ(魏若来)

演 - ワン・イーボー

- シェン・ジンジェン(沈近真)

演 - リー・チン
沈図南の妹。
- シェン・トゥーナン(沈図南)

演 - ワン・ヤン

### 出演
- 林樵松

演 - 張天陽

- 牛春苗

演 - 兰西雅

- 李晟达

演 - 刘亭作

- 雷鸣

演 - 朱鉄

- 黄从匀

演 - 宋帅

### 特別出演
- 徐诺

演 - ワン・シュエチー

- 苏辞书

演 - ガオ・ルー

### 友情出演
- 周姨

演 - 杨昆

## 製作
2023年9月21日、主演・キャラクターポスターが公開された。
2024年3月19日、タイトルが『長風破浪』から『追風者』に変わり、放送・配信日、予告が公開された。